# Boulengeromyrus knoepffleri
Boulengeromyrus knoepffleri là một loài cá của họ Mormyridae là thành viên duy nhất của chi của nó. Nó chỉ được phát hiện tại sông Ivindo và sông Ntem lưu vực của Gabon và Cameroon ở châu Phi. Nó đạt đến một chiều dài khoảng 41 cm.